# Shinagawa (Tokio)
Shinagawa (品川区 Shinagawa-ku?) es un barrio especial de la Metrópolis de Tokio, en Japón. Es común que en otros idiomas, se autodenomine "Ciudad de Shinagawa". En 2008, la población se estimaba en 344 461 habitantes, con una densidad de 15 740 personas por km², en un área de 22,72 km². En el barrio especial se encuentran nueve embajadas. 
Creado el 15 de marzo de 1947, el barrio especial está compuesta por cinco distritos (Osaki, Ebara, Shinagawa, Oi y Yashio). Es el lugar de nacimiento de la Emperatriz Michiko, y del director de cine Akira Kurosawa.

## Ciudades hermanas
- Auckland, Nueva Zelanda
- Ginebra, Ginebra, Suiza
- Harbin, Heilongjiang, China
- Hayakawa, Japón
- Portland, Maine, Estados Unidos